# Rhizaspidiotus albatus
Rhizaspidiotus albatus är en insektsart som beskrevs av Borchsenius 1949. Rhizaspidiotus albatus ingår i släktet Rhizaspidiotus och familjen pansarsköldlöss. Inga underarter finns listade i Catalogue of Life.